# 基卡普鎮區 (伊利諾伊州皮奧里亞縣)
普卡普鎮區（英語：Kickapoo Township）是位於美國伊利諾伊州皮奧里亞縣的一個行政鎮區。

## 地方資料
根據2010年美國人口普查的數據，普卡普鎮區的面積為83.10平方千米，當中陸地面積為82.90平方千米，而水域面積為0.20平方千米。當地共有人口7120人，而人口密度為每平方千米85.68人。